# 金のまきば
「金のまきば」（きんのまきば）は、大貫妙子の歌。作詞・作曲は大貫自身である。
NHKの音楽番組「みんなのうた」で2003年6月 - 7月に放送された。

## 概要
- 大貫妙子の「みんなのうた」出演は、1986年12月・1987年1月に放送された「コロは屋根のうえ」以来、16年半ぶり4回目となる。
- 「みんなのうた」では、5分間1曲枠で放送された。
- アニメーションは、当番組2回目の参加となる坂井治が制作した。